# 도이 다쓰오
도이 다쓰오(일본어: 土井辰雄, どい たつお), 1892년 12월 22일 ~ 1970년 2월 21일)은 일본의 가톨릭 성직자이다. 세례명은 베드로이다. 1960년 일본인으로는 처음으로 추기경의 자리에 올랐다.
미야기현 센다이 출신이며, 1902년 가톨릭 세례를 받았다. 신학교를 마친 후 사제 서품을 받았고, 로마에 유학했다. 그 후 일본의 교황 대사 비서를 지냈다. 1937년 교황 비오 11세는 그를 도쿄 대교구 대주교로 임명하였다. 그 후 계속 대주교로 재직했으며, 일본 가톨릭 발전을 위한 기대 속에 교황 요한 23세 시대인 1960년, 일본인으로는 사상 처음으로 추기경으로 서임되었다.

베드로 도이 문장